# Де Вевер, Барт
Барт Альберт Лилиане де Вевер (нидерл. Bart Albert Liliane De Wever; род. 21 декабря 1970, Мортсел, провинция Антверпен, Бельгия) — фламандский политический и государственный деятель. Лидер националистической партии «Новый фламандский альянс». Премьер-министр Бельгии с 3 февраля 2025 года.

## Биография
Барт де Вевер родился 21 декабря 1970 года в городе Мортсель, расположенном в регионе Фландрия, в пригороде Антверпена. Его отец — железнодорожник, мать — коммерсант.
Политически близкий к «Народному союзу», партии, поддерживающей фламандский национализм, он вырос в кругу, который яро защищал фламандские требования. Его дед был секретарем «Фламандской национальной лиги», праворадикальной партии межвоенного периода, единственной партии, признанной нацистскими оккупантами. Однако в одном из интервью Барт де Вевер смягчил прошлое своего деда, указав, что он не совершал никаких коллаборационистских действий. И хотя ему едва исполнилось три года, он участвует в демонстрации в пользу разделения округа Брюссель-Халле-Вилворде. Его брат, Бруно де Вевер, так же, как и Барт, стал историком, интересующимся фламандским национализмом. В детстве Барт жил в квартире, расположенной над помещениями фламандского национального Союза Молодёжи (фламандское независимое молодёжное движение), где его родители работали консьержами, и в течение всей молодости Барт был членом этой организации.
Учился в Лёвенском католическом университете, где изучал историю.
В студенческие годы он являлся членом Ассоциации либеральных фламандских студентов (Liberaal Vlaams Studentenverbond, LVSV) и секции Антверпена и Лёвена Союза католических фламандских студентов (Katholiek Vlaams Hoogstudentenverbond, KVHV, 1991—1994).
Работал помощником на кафедре истории в Лёвенском католическом университете. Участвовал в качестве научного сотрудника в составлении «Новой энциклопедии фламандского движения». Готовился получить докторскую степень с темой диссертации «Фламандское национальное движение в послевоенный период». Но, в конце концов, он отказался от этой темы диссертации, чтобы целиком посвятить себя политике.

## Политическая карьера
В 1996 году был избран в совет Берхема, один из округов города Антверпен.
В 2001 году Барт де Вевер совместно с Гертом Буржуа основал «Новый фламандский альянс» (НФА). Эта партия произошла от распавшегося «Народного союза», фламандской националистической партии, которая неоднократно была представлена в бельгийском правительстве. Как «Народный союз», НФА защищает интересы Фландрии и добивается её независимости. В это время его партия имеет сравнительно небольшой вес в политическом ландшафте Бельгии.
На парламентских выборах 2003 года Барт Де Вевер был представлен как глава списка Антверпена. Но он не был избран, а НФА получает только одно место из 150 в Палате представителей. Это место получил Герт Буржуа, председатель партии. В свою очередь, «Фламандский интерес», фламандская националистическая партия крайне правого толка, получила 18 мест в парламенте.
В 2004 НФА заключает союз с «Христианскими демократами и фламандцами», одним из важнейших политических образований в стране. Две партии объединяются и представляют общий список на региональных выборах 2004 года. Это объединение одерживает победу на выборах и становится доминирующим политическим образованием в правительстве Фландрии. Ив Летерм, лидер «Христианских демократов», становится председателем этого правительства. НФА получает, с Гертом Буржуа, должности министра по административным делам, внешней политике, СМИ и туризма во фламандском правительстве. Барт де Вевер избран депутатом фламандского парламента.
В 2004 году Барт де Вевер избран лидером «Нового фламандского альянса».
6 января 2005 года он обратил внимание общественности, возглавив конвой из 12 грузовиков на юге. Именно такого количества транспортных средств, по мнению партии, было бы достаточно для транспортировки денег достоинством в 50 евро, которые ежегодно перечисляются Валлонии и Брюсселю от Фландрии. Символически он выгружает этот ложный товар у подножия подъемника на корабли Strépy-Thieu, расположенного в валлонском регионе. Этим Барт Де Вевер хочет показать, что финансовые трансферы из Фландрии в Валлонию слишком высокие, на его взгляд. Позже он объяснится: «Это были радикальные меры и не самые изящные, я хотел показать, что Фландрия готова к эффективной солидарности, но не к бесконечным финансовым переводам без всяких условий».
На муниципальных выборах, прошедших в декабре 2006 года, он был избран в муниципальный совет Антверпена, на срок с 2007 по 2012 год.
По результатам парламентских выборов 2007 года Барт де Вевер избран в Палату представителей. В 2009 году покинул Палату представителей и вновь занял место во фламандском парламенте.
В 2008 году сравнил франкоязычных жителей Фландрии с иммигрантами из арабских стран и Турции, заявив, что «во Фландрии нет меньшинств, но есть только иммигранты».
Под его руководством на 13 июня 2010 года партия получила: 1 102 160 (17,29 %) голосов и 27 мандатов на выборах в Палату представителей и 1 268 894 (19,61 %) голосов и 9 мест — на выборах в Сенат, став самой крупной партией в обеих палатах бельгийского парламента.

## Переговоры после выборов 2007 года
На парламентских выборах в июне 2007 года Барт де Вевер занимает второе место в общем списке Христианских демократов и НФА во главе с Инге Вервотте в избирательном округе Антверпен. Барт де Вевер был избран федеральным депутатом. Объединение Христианских демократов и НФА стало крупнейшей группой в Палате представителей Бельгии (30 членов, пять из которых — из НФА). Барт де Вевер участвует, наряду с Ив Летерм, лидером Христианских демократов, в дискуссиях с другими партиями, чтобы сформировать новое правительство. Это время политического кризиса, партийные лидеры пытаются договориться по проекту правительства и особенно реформы федеративного государства. В августе 2007 года, когда он отправился за стол переговоров, Барт Де Вевер прямо говорит, что дискуссии не двигаются к компромиссу и стоят на месте, и это служит делу его партии: «Это хорошее время для меня». В декабре 2007 года, после 192 дней проволочек, образовано переходное правительство (Верхофстадт III), в то время как между лидерами партий все равно продолжаются дискуссии.
В марте 2008 года переговоры в конечном итоге завершаются образованием первого правительства Летерма, состоящего из пяти партий. НФА отказывается участвовать в этом правительстве, хотя выразили ему вотум доверия. Оставаясь союзником Христианских демократов, Барт де Вевер сожалеет об отсутствии конкретных позиций сторон по реформированию государства: «Мы обещали нашим избирателям, что не войдем в правительство, пока не будем уверены, что будет крупная реформа государства. Мы знаем, что мы не сможем реализовать всю нашу программу. Но должно быть продвижение вперед по регионализации социально-экономических рычагов: рынок труда, налогообложения и т. д. Это будет выгодно и самой Валлонии». В течение этого периода твердость Барта де Вевера по вопросу реформирования государства и защите интересов сообщества привлекла внимание многих фламандцев и увеличила избирательный потенциал партии.
Чтобы продвигать реформу государства, премьер-министр Ив Летерм предлагает организовывать диалог между сообществами. Его стратегия признана слишком примиренческой некоторыми членами его партии, Христианскими демократами и НФА. В середине августа Барт де Вевер расценивает результаты переговоров о реконструкции государства очень неудовлетворительными."(…) Не было никаких результатов переговоров. Передачи компетенции: анекдотические. Закон финансирования: лишь для того, чтобы переводить (пересылать) деньги.
Брюссель-Халле-Вилворде: мы стоим на месте". Глава правительства представляет королю своё заявление об отставке 15 августа 2008. Последний его отклоняет, и Ив Летерм остается у власти. В этот же период несколько газет трубят, что он находится под защитой полиции, так как он получил растущий поток угроз смерти, исходящих от франкофонов. 21 сентября 2008, собранный на конгрессе в Генте, НФА решил пойти на раскол союза с Христианскими демократами и присоединяется к оппозиции. Барт де Вевер упрекает Христианских демократов за то, что они не держат свои политические обещания относительно реформы государства и за то, что делают много уступок франкофонам: « (…) не идем туда: мы держим наши обещания к нашим избирателям. Нам оставалось только уйти из союза с Христианскими демократами».

## Возрастающая популярность во Фландрии
На региональных выборах 7 июня 2009 Барт де Вевер был избран депутатом фламандского парламента с 123.155 голосами, что является вторым лучшим рекордом во Фландрии. НФА получил 16 мест из 124 и стал пятой партией региона Фландрии. Партия образовывает трехсторонний союз, с христианскими демократами и социалистами, чтобы руководить фламандским Регионом. Два члена НФА, Филипп Мюйтер и Герт Буржуа, были назначены министрами в этом правительстве.
В 2009 Барт де Вевер становится кандидатом в телеигре, Slimste mens ter wereld (" Самый умный человек в мире ") на фламандском канале VRT. Эта игра уже в течение многих лет пользуется огромным успехом у широкой аудитории во Фландрии и была неоднократно избрана лучшей развлекательной передачей. Де Вевер участвует в серии выпусков передачи и доходит до финала. Его выступления способствуют росту его популярности, телезрителей соблазнили его искренность, остроумие, эрудиция и находчивость (за словом в карман не лезет). В этом же году он был избран человеком года в хит-параде VRT.

## В центре переговоров после выборов 2010 года

### Успех Нового Фламандского альянса на выборах 2010 года
В конце апреля 2010 года второе правительство Ива Летерма провалилось по вопросу избирательного округа Брюссель-Халле-Вилворде. Партия фламандских либералов и демократов (Open VLD, которая ждала решения, к 21 апреля покинула большинство, что стало причиной проведения внеочередных федеральных выборов. 13 июня 2010 года на парламентских выборах Барт де Вевер был избран сенатором с 785.771 голосов, что стало лучшим результатом среди фламандских политических деятелей. НФА, президентом которого является Барт де Вевер, становится первой партией с результатом в 17,40 % голосов и 27 местами из 150 в палате представителей. Таким образом, его партия становится центральным фактором в формировании парламентского большинства и коалиционного правительства.
17 июня 2010 года король Альберт II назначил Барта де Вевера информатором, то есть ему была поручена информационная миссия с целью изучения, как и какие партии смогут сформировать коалиционное правительство. Таким образом, ему нужно было найти общий язык с партией социалистов, получивших наибольшее количество голосов избирателей на юге страны, хотя Барт де Вевер предпочел бы вести переговоры с либералами (Mouvement réformateur и Open VLD). 15 июня Барт де Вевер объявляет "Я мог бы предоставить вам список пунктов программы социалистов, с которыми я не согласен, если вы свободны после полудня. Но это не будет работать по следующей схеме: факт, что я не согласен с одним пунктом, не означает, что я отказываюсь об этом говорить. На севере страны фламандские партии, вовлечённые в переговоры, не хотят, вопреки НФА, образования фламандского республиканского государства. Но в общем они одобрили кратковременные реформы, требуемые НФА, такие, как передача федеральных компетенций регионам и сообществам и большей финансовой автономии. Барт де Вевер и его партия используют главным образом поддержку христианских демократов.
8 июля Барт де Вевер представляет свой отчёт королю. Он видит некоторые точки соприкосновения в настоящее время между НФА и Социалистической партией, но их количество считает недостаточным для начала формирования правительства. Король назначает Элио ди Рупо, лидера франкофонной социалистической партии, миссией предформирования. В конце июля 7 партий вовлечены в переговоры (НФА, франкофонная Партия социалистов, фламандская социалистическая партия, Христианские демократы с обеих сторон — фламандцы и валлоны — CD&V et CDH, зелёные тоже с обеих сторон — Ecolo et Groen). В это время ушедшее в отставку правительство Ива Летерма продолжает управлять текущими делами.

## Премьер-министр Бельгии (с 2025)
9 июня 2024 года в Бельгии состоялись федеральные выборы, относительную победу на которых с результатом 16,7 % одержала партия Барта Де Вевера — Новый фламандский альянс.
3 февраля 2025 года Де Вевер вступил в должность премьер-министра Бельгии, заявив о намерении снизить регулирование бельгийской экономики со стороны Евросоюза, а также о необходимости сохранения оборонных функций исключительно за НАТО.